# Siddi (Sardinien)
Siddi ist eine italienische Gemeinde (comune) mit 559 Einwohnern (Stand 31. Dezember 2023) in der Provinz Medio Campidano auf Sardinien. Die Gemeinde liegt etwa 26,5 Kilometer nordnordöstlich von Villacidro und etwa 12 Kilometer nördlich von Sanluri und grenzt unmittelbar an die Provinz Oristano.

## Geschichte
Mehrere Domus de Janas liegen in der Gemeinde und auf der Giara di Siddi und belegen die Besiedlung des Gemeindegebiets in der Zeit des Neolithikums.